# Hayagriva (boeddhisme)

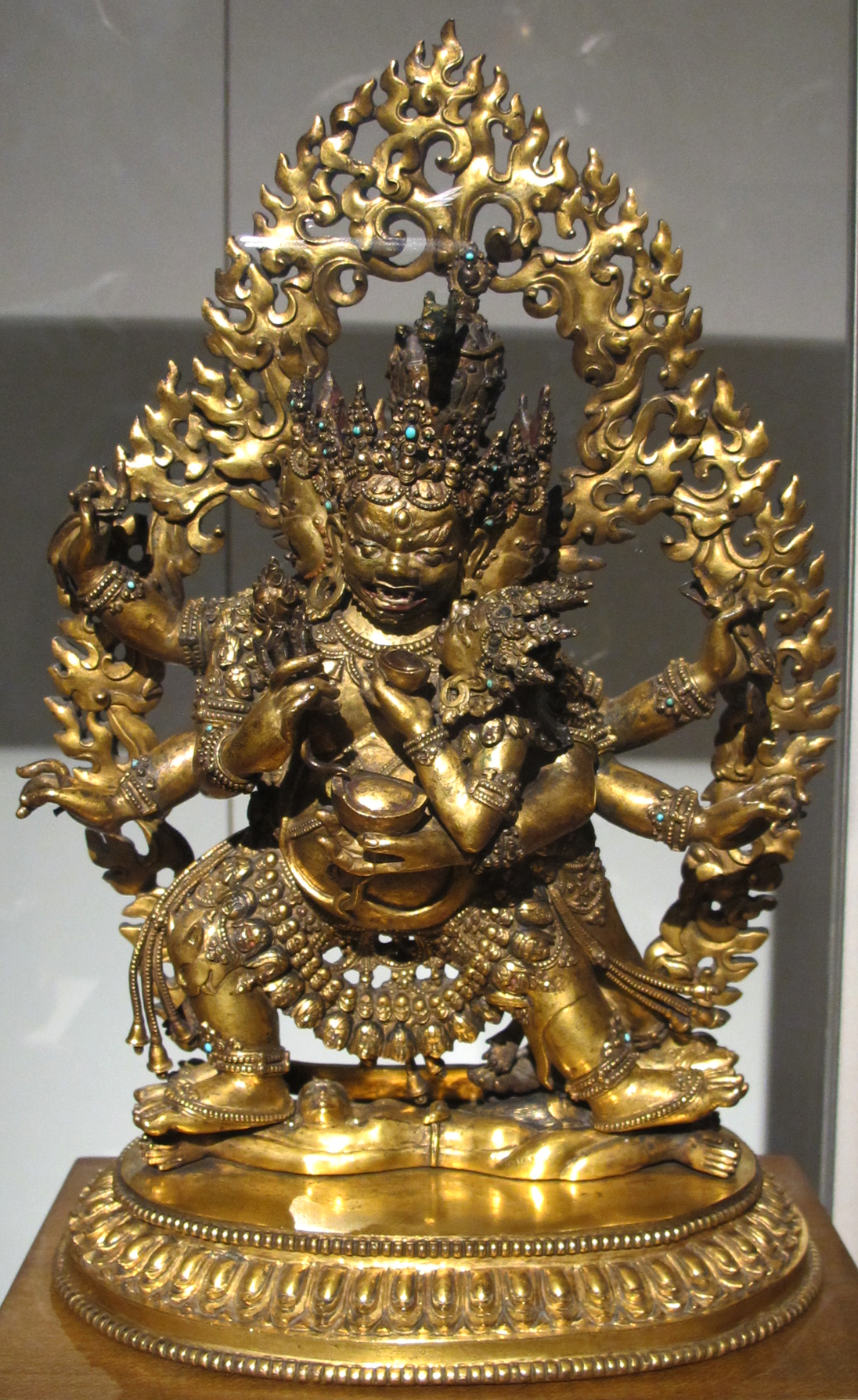
Hayagriva, 18e eeuw, Tibet

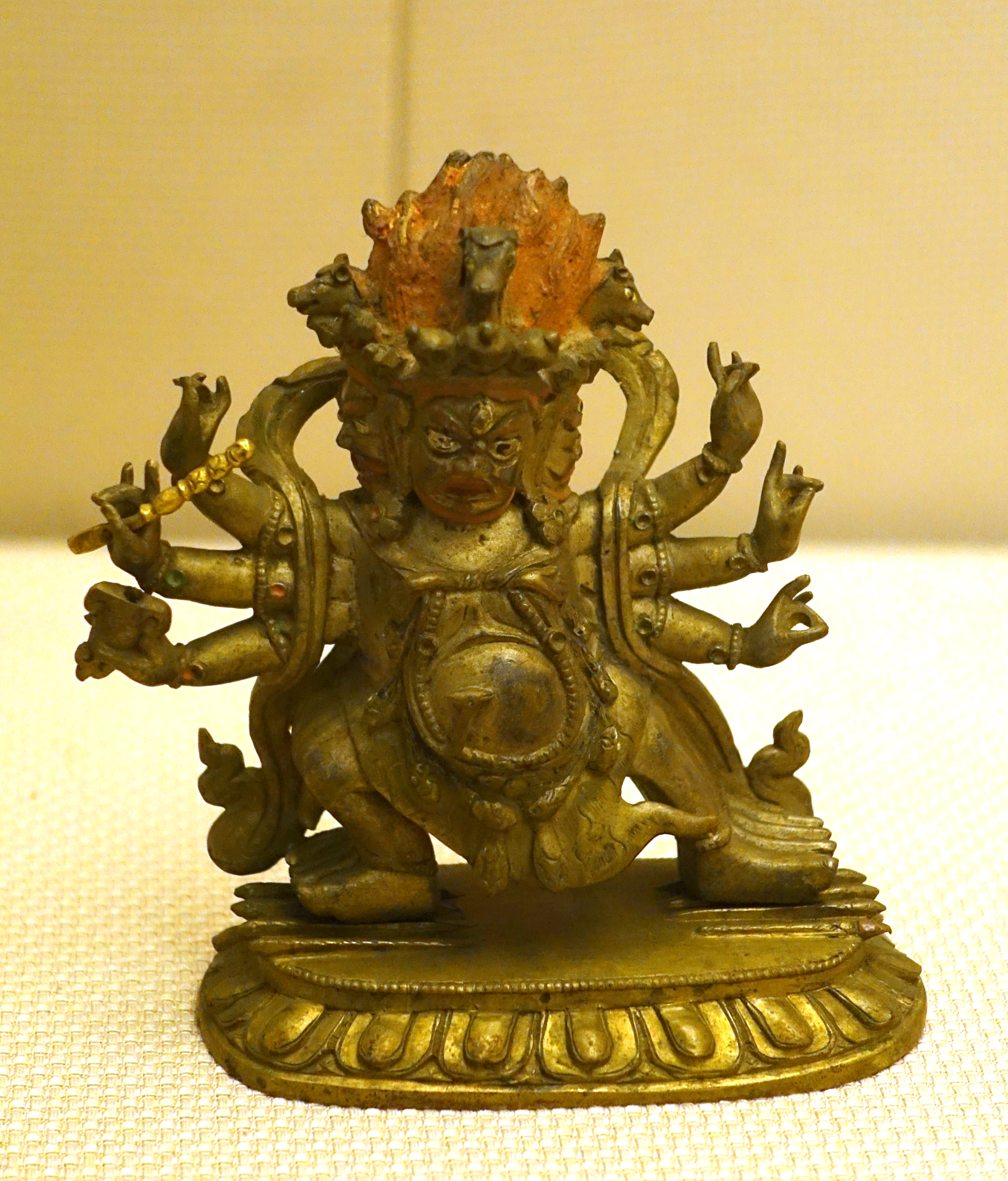
Hayagriva, 1644-1911, verguld koper, Sichuan Provincial Museum, Chengdu, China

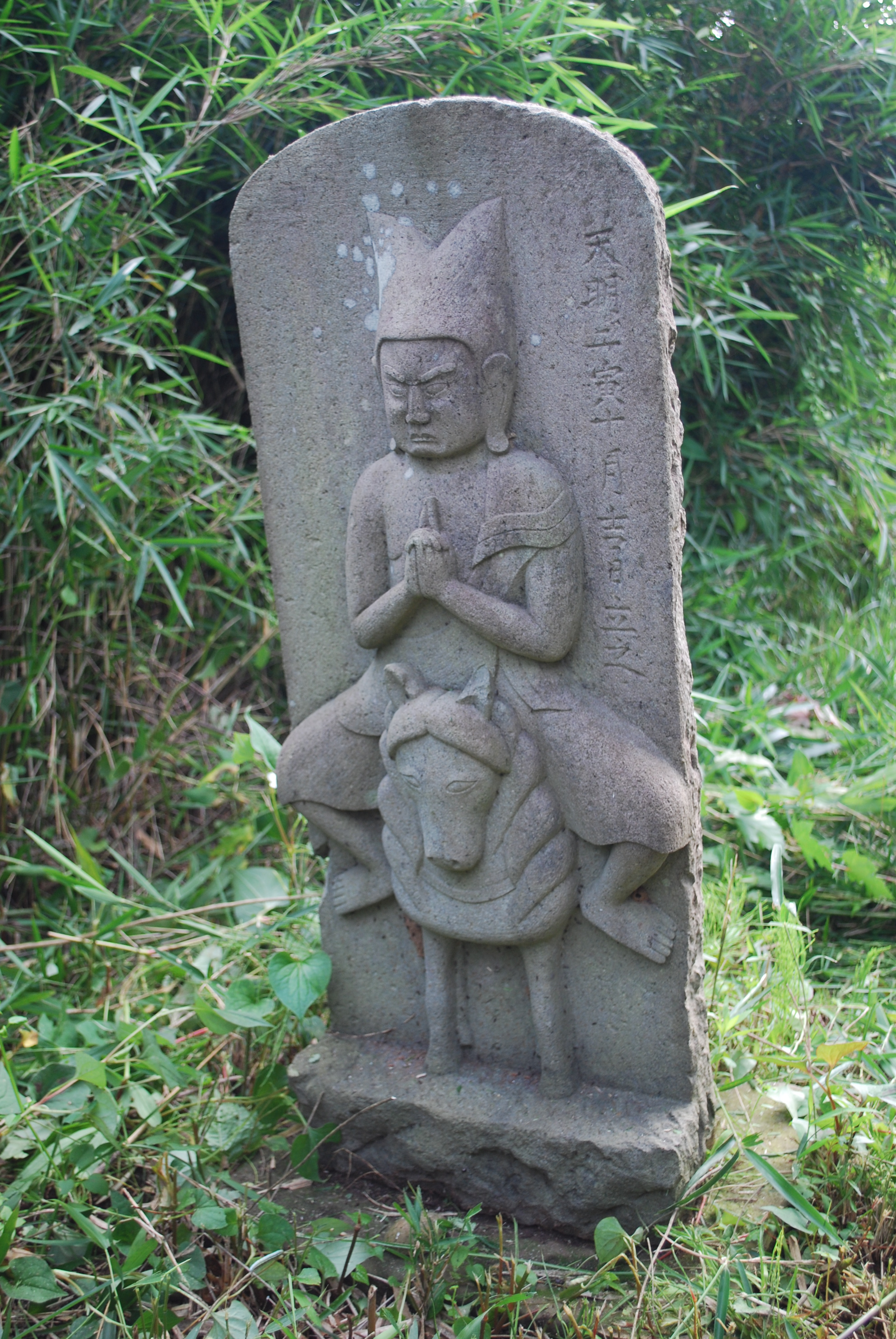
Hayagriva (Bato Kannon), Katori-city, Japan

Hayagriva ('Met de nek van een paard', Tamdrin, Bato Kannon, Matamrudra) is in het boeddhisme het angstaanjagende aspect van bodhisattva Avalokiteshvara en de toornige poortwachter van de westelijke hemel. Hij is uit het hindoeïsme overgenomen.
In het Tibetaanse boeddhisme is Hayagriva een soort wraakgod en leider van de angstaanjagende drag-shed (acht verschrikkelijken), goden vergelijkbaar met dharmapala's (beschermers van de dharma, de leer) en hemelse koningen (bewakers van de vier windstreken, beschermers van de boeddhistische wet, dharma en assistenten van Avalokiteshvara). De hemelse koningen worden meestal afgebeeld in wapenrusting en met helmen of kronen op hun hoofd.
In de hindoemythologie is Hayagriva een daitya (nazaat van Diti en Kasyapa) en asura (demon), die de vier veda's van heilige kennis stal toen deze uit Brahma's mond vielen. Vishnu versloeg Hayagriva en haalde de boeken terug in zijn avatar (verschijning) als Matsya (vis).

## Kenmerken
Hij is rood, heeft drie hoofden en zes armen. Uit zijn kruin rijst het hoofd van een paard. Hij wordt als een toornige wachter en beschermer afgebeeld.

## Achtergrond
In het Tibetaans Dodenboek en The Superhuman Life of Gesar of Ling van Alexandra David-Neel wordt verteld over Hayagriva's levensgeschiedenis:
Guru Tampatogsken leerde zijn leerlingen prins Tharpa Nagpo en Thaiphag hoe ze hun begeerten meester konden worden, maar beide leerlingen gaven een verschillende uitleg aan zijn leer. Tharpa Nagpo gaf vrije teugel aan zijn begeerten en leidde het slechtst mogelijke leven, door 'mannen te doden en vrouwen te ontvoeren'. Nog voor zijn overlijden wenste hij ooit met drie hoofden en zes armen geboren te worden. Hij werd na duizenden jaren herboren als de zoon van een heks in de vorm die hij gewenst had. De heks stierf bij zijn geboorte. De stadsbewoners gooiden hem, gebonden aan zijn dode moeder, op de begraafplaats. Hij overleefde door zijn moeder op te eten en nam de naam Matamrudra aan. De Rudra's zijn elf vormen van Shiva (Rudra). Matamrudra veroverde de wereld en zelfs die van de goden. Hij werd de minnaar van de koningin van de kannibalistische rakshasa's van Lanka en dreigde de mensheid te vernietigen. Toen hielden de Gyalwa's (Overwinnaars, mythische boeddha's) beraad, onder wie de verlichte Tampatogsken en Thaiphag. Tampatogsken kreeg een zoon bij de koningin van de rakshasa's, die er hetzelfde uitzag als Matamrudra, maar de geest van Tampatogsken in zich droeg. Het kwam tot een vreselijke strijd tussen Matamrudra en zijn (stief)'zoon'. De laatste ging het lichaam van Matamrudra door, van anus tot kruin, in de vorm van een paard, terwijl Thaiphag, als een everzwijn, de omgekeerde weg aflegde. Hierdoor werd Matamrudra verscheurd. In een van de verschillende versies bekeerde de demon zich en zwoer de beschermer te worden van het boeddhisme. Daarom heeft hij een plek in het lamaïstische pantheon. Hij wordt verbeeld met een monsterlijke, rode vorm en uit zijn kruin rijst het hoofd van een paard.